# 克里斯蒂安·厄斯特沃尔
克里斯蒂安·厄斯特沃尔（挪威語：Kristian Østervold，1885年1月16日—1960年7月29日），生于艾于斯特沃爾，挪威男子帆船运动员。他曾代表挪威参加1920年夏季奥林匹克运动会帆船比赛，获得一枚金牌。